# Poslovni kovčing
Poslovni kovčing naj bi zajemal vse, kar je povezano s kovčingom kovčingom na delovnem mestu in se osredotoča na poslovni razvoj poslovni razvoj. Pogosto se uporablja v naslednjih primerih: 
- pri načrtovanju poslovne poti, lahko že na začetku tega procesa ali na stopnji evalvacije, širitve, spremembe fokusa ali blagovne znamke,
- poslovne potrebe in rezultati niso na nivoju želenih, zato želijo menedžerji povečati delovno uspešnost delovno uspešnost zaposlenih,
- menedžerji opravljajo svoje delo dobro, vendar včasih pozabijo vključiti ostale člane tima,
- kulturne spremembe so neizbežne ali pa v razvoju,
- podjetja želijo ohraniti visoko delovno uspešnost, tako da pomagajo posameznikom vzdrževati optimalno raven motivacije motivacije,
- pri strokovnjakih iz področja tehnologije želijo izboljšajo veščine medosebne interakcije,
- je potrebna rešitev konfliktne situacije.

V teh primerih kovčing veliko pripomore k poslovnemu projektu in je lahko majhna ali velika iniciativa, v kolikor je to potrebno. Variira od dvodnevne intervencije za zvečanje motiviranosti tima do izvajanja kovčinga kot menedžerskega orodja menedžerska orodja za doseganje dolgoročnih sprememb. 
Za poslovni kovčing je včasih uporabljen tudi izraz organizacijski kovčing. Nekateri avtorji menijo, da med njima obstaja razlika, saj se izraz poslovni kovčing nanaša tudi na manjša podjetja, organizacijski kovčing pa se uporablja bolj v kontekstu večjih podjetij, oziroma mednarodnih korporacij 

## Delitev
Poslovni kovčing (Business Coaching):
- Kadrovski kovčing (Staff Development Coaching) se izvaja za zaposlene individualno ali skupinsko (največ do 8 oseb, ki delujejo v podjetju / ustanovi kot tim). S skupinami je več kovčing seans »v živo«.
- Menedžerski kovčing (Management Kovčing) se izvaja individualno ali v manjših skupinah.
- Izvršni kovčing (Executive Kovčing) se izvaja individualno ali skupinsko.
- Vodstveni kovčing (Leadership Coaching) se izvaja samo individualno.

### Vodstveni kovčing
Raziskave kažejo, da ni le enega stila vodenja stila vodenja, ki bi bil primeren za vse situacije. Da bi bil vodja karseda učinkovit, mora osvojiti razpon vodstvenih stilov, ki jih nato primerno uporabi v različnih situacijah in pri različnih posameznikih. Najpogostejši stili vodenja stili vodenja vključujejo:
- Vključenost: zagotavlja dobre medosebne odnose znotraj tima.
- Avtentičnost: z osebno karizmo in pristnostjo.
- Kovčing: povečuje izvedbeno zmogljivost zaposlenih v skladu s cilji organizacije.
- Direktivo: zahteva po akciji.
- Transformacijo: spodbudi ljudi k akciji in jim da občutek pomembnosti v dani situaciji.
- Inspiracijo (vizijo): navdihuje člane tima, da stremijo naprej.

Vodje imajo pogosto težave s tem, da višja, kot je njihova pozicija, slabši in manj pogosti so odzivi in povratne informacije njegovih kolegov ter zaposlenih. Seveda so nameni zaposlenih raznoliki in pogosto konfliktni, zato za vodja imeti s tem še dodatne težave. Občasno je potrebno, da si vodja pomaga z osebo, ki deluje samostojno (ločeno od podjetja) in mu asistira pri reševanju problema in iskanju rešitev ter hkrati zanj ustvari prostor za tehten premislek, kar je redkost v navadno prenatrpanem urniku 
Najpogostejše dileme, ki ovirajo uspešno vodenje vodenje so:
- Strateški dolgoročni cilji nasproti vsakodnevnim kratkoročnim.
- Biti direktiven nasproti omogočati svobodo drugim.
- Biti pred ostalimi nasproti biti ob ostalih.
- Biti empatičen nasproti biti neusmiljen.

Cilji in naloge kovčinga za vodje so zbrani na treh nivojih: spremembi vedenja, samopodoba, nameni in cilji posameznika. Sprememba vedenja zajema usmerjeno povratno informacijo povratno informacijo, zavezanost k spremembi, razvoj alternativnih vedenj in ojačitev. Samopodoba samopodoba se nanaša na to, kako posamezniki dojemajo sami sebe, tako zavestno kot nezavedno. Vključuje tudi vpliv samozavesti na to, ali se glede na ostale dojema vodja kot močno ali šibko osebnost. Ta vprašanja se nanašajo na več kot le profesionalno identiteto in se dotikajo bolj ukoreninjenih konfliktov znotraj posameznika. Zadnji nivo se nanaša na motivacijo vodij motivacijo vodij: kakšen je njegov osebni namen in kako lahko s tem prispeva k višjemu namenu organizacije 

### Izvršni kovčing
Izvršni kovčing ali kovčing za top menedžment je izraz, ki se pogosto uporablja za delo z vodjami od srednjega menedžmenta menedžmenta navzgor ali včasih celo za tiste vodje začetnike, ki pokažejo visok potencial. Uporaba kovčinga je najbolj učinkovita pri tistih posameznikih, ki imajo pomembno odgovornost za trenutno stanje organizacije in tudi za njeno prihodnost – in ki imajo potencial za razvoj in spremembe. Včasih se uporablja tudi za posameznike s slabšo delovno uspešnostjo ali tiste, ki imajo negativen učinek na njihove vodje, vendar to ni primaren cilj kovčinga. Potrebe tako raznolike skupine so številne in se zelo spreminjajo, odvisne pa so tudi od tega ali je kovč v odnosu kot učitelj oziroma trener, facilitator facilitator oziroma svetovalec ter tudi v kakšni meri naj se posveti veščinam upravljanja upravljanja (opraviti delo skozi deljenje nalog med druge) ali veščinam vodenja (ustvarjanje okolja, kjer se ljudje počutijo navdahnjene in sami želijo slediti) 
Izvršni kovčing je lahko definiran kot osebno učenje in svetovanje o razvoju, ki ga izvaja neka zunanja oseba in se osredotoča na izboljšanje posameznikove delovne uspešnosti delovne uspešnosti v vlogi vodje. Kot vodja mora znati uravnotežiti sodelovanje in tekmovalnost znotraj organizacije.
Od mentorstva mentorstva se razlikuje po tem, da je mentorstvo bolj neformalne narave z bolj izkušenim kolegom ali kovčom znotraj iste organizacije. Kovčing za top menedžment se osredotoča bolj na upravljanje upravljanje, kot na vodenje vodenje. Upravljanje je v bistvu veščina, ki se ukvarja z že znanim – znotraj obstoječih in definiranih parametrov in omejitev in se osredotoča na doseganje kontroliranih in kvantitivnih ciljev in nalog. Vodenje pa se osredotoča na tisto, kar je neznanega, na prihodnost in na to, kakšne spremembe bodo potrebne. Pogosto se osredotoča bolj na čustva, kot na dejstva, bolj na ljudi in odnose, kot na naloge. Upravljanje stremi k temu, da ostaja znanost, med tem, kot bo vodenje ostalo umetnost.

### Menedžerski kovčing
Uporablja se za izboljšanje odnosa ter osebne in strokovne usposobljenosti srednjega menedžmenta menedžmenta, da bi to privedlo do sprememb in boljših odnosov. Uporaben je tudi za lažje usklajevanje osebnih vrednot s cilji organizacije. Podpira zavzetost in zadovoljstvo na delovnem mestu, kar vodi k izboljšanju delovnega okolja delovnega okolja, sodelovanja in notranjih odnosov.
Navadno se v ta namen  uporabljajo različni pripomočki: tehnike in pripomočki za napreden vpogled v posameznikovo vedenje, vrednote in kompetence ter veščine, ki so povezane z vodenjem (da se zavedajo svojih močnih področjih in področij, kjer so možne izboljšave ter da se zavejo možnega razhajanja med lastnimi in zahtevanimi vrednotami), kovčing aktivnosti (vnašajo kreativnost in novo perspektivo, kadar ima klient težave z izražanjem sebe in se počuti blokiranega, z njimi tudi raziskuje različne vidike svojega življenja), kolo vodstvenih kompetenc (raziskuje trenutne kompetence in jih razvija), vprašalniki ocene delovne uspešnosti in druge.
Proces kovčinga po navadi traja daljše časovno obdobje, da se pri osebi ustalijo spremembe pri lastnostih, na katerih tekom procesa gradi in kompetence, ki jih izboljšuje. Pomembno je, da se oseba zaveda svojega položaja v organizaciji organizaciji, tako podrejenega, kot tudi nadrejenega. Tekom procesa se osredotočita na to, kakšen vpliv ima posameznik na organizacijo in rezultate, ki jih ta dosega – ko posameznik zazna lastno vrednost za organizacijo lahko znanja integrira in s tem poveča delovno uspešnost, hkrati pa se čuti bolj pripadlega 

### Kadrovski kovčing
Razvoj kadrov razvoj kadrov je definiran kot proces, ki izboljšuje z delom povezano znanje, veščine ter odnos do dela. Razvoj kadrov se je pojavil v osemdesetih letih in se razvijal v okviru številnih konferenc, delavnic, treningov, člankov, knjig in raziskovalnih del. Ugotovili so, da je razvoj zaposlenih ključen vidik pri prizadevanju za izboljšanje organizacije. Veliko raziskav iz področja razvoja kadrov in uporabe kovčinga kot tehnike za dosego tega cilja, se osredotoča na učiteljski kader in področje vzgoje in izobraževanja. Mnoge šole so v osemdesetih začele z obsežnejšimi razvojnimi projekti za izboljšanje učenja in učnega procesa. Raziskave o teh projektih in praktično znanje, ki so ga pridobili razvijalci kadrov so bistveno vplivali na današnje razumevanje učinkovitih praks za razvoj kadrov. 
Pri razvoju kadrov se uporabljajo številne strategije kovčinga. Prva strategija, ki jo kovč uporabi pri razvoju kadrov je ustvarjanje varnega učnega okolja. Nato se mora usmeriti na področja, kjer je kovčing potreben in se o tem pogovoriti z zaposlenimi. Nujno je, da je jasen in konkreten pri opisu kompetenc kompetenc ali področja izboljšave. Ugotoviti mora, kakšna je zmožnost zaposlenih, da to vedenje/kompetenco res izboljšajo – ali je prisotno znanje, veščine in sposobnosti, ki bodo k temu pripomogle. Pri grajenju načrta za izboljšanje kompetenc ali izboljšanje izvedbe delovnih nalog mora vključiti zaposlene in poglobiti svoje poznavanje njihovih kompetenc ter medosebnih odnosov. V naslednjem koraku poišče strategije, ki bodo pomagale zaposlenim, da dosežejo cilj – postavi tudi mejnike, ki so kratkoročni cilji, da zaposleni vidijo napredek. Pri postavljanju ciljev postavljanju ciljev je pomembno, da vsak posameznik v kadru najde nekaj sodelavcev, ki mu bodo pomagali pri doseganju cilja (podpora). Kovč tudi spodbuja zaposlene, da si podajajo konstruktivne povratne informacije. Ko so cilji zastavljeni in sprejeti je pomembno, da zaposlenim omogoči dovolj časa da se usmerijo v prakso in pridobivajo izkušnje. V tem času kovč preverja pri posameznikih ali napredujejo in ali je potrebno prilagajanje načrta (katere strategije delujejo, katere ne, ali je morda potreben drugačen pristop). Vsa vedenja sproti dokumentira, da lahko udeleženci spremljajo svoj napredek. Na koncu je potrebno, da skupaj ugotovijo prepreke, ki jim preprečujejo popolno dosego cilja in jih poskušajo odpraviti. Potrebno je izpostaviti njihov napredek in jih spodbuditi, da se tudi v nadaljnje trudijo, da bi dosegli zadane cilje.,

## Vloga kovča v organizaciji
Glede na trenutno ekonomsko klimo so podjetja in organizacije pod velikim pritiskom, da povečajo  produktivnost produktivnost ter učinkovitost učinkovitost in zmanjšajo stroške ter  sredstva. V želji, da bi bili konkurenčni na večjem trgu, se pojavljajo prestrukturiranja, reorganizacije in procesni reinžinering procesni reinžinering. 
Konkurenčna organizacija mora torej imeti sposobnosti in sredstva za spoprijemanje s spreminjajočim okoljem, občutek za smer, etične vrednote, zadovoljne deležnike, dolgoročno vizijo, vendar hkrati tudi kratkoročne cilje. Te komponente so vključene v poslovni načrt poslovni načrt, v katerem vsako podjetje razvije svoje strategije 
Vloga kovča v organizaciji je, da pomaga razviti učečo se organizacijo, na način:
- pomaga jim, da se učijo iz izkušenj,
- facilitira kolektivno učenje,
- pomaga pri pridobivanju uporabnega znanja, ki se kaže v spremembah v odnosu in vedenju ter zato izboljša rezultate,
- razvija rutine in postopke,
- upravlja znanje,
- gradi na medosebnem razumevanju.

## Koraki pri kovčingu
Avtorji priporočajo naslednje korake pri kovčingu:
1. Predstavitev individualnega kovčinga nekaterim zaposlenim znotraj organizacje.
2. Razvoj programov kovčinga in mentorstva, ki zajamejo celotno organizacijo.
3. Podpora kovčing pobude.
4. Zakoreniniti kovčing kot del upravljanja s človeškimi viri upravljanja s človeškimi viri in funkcijo dvigovanja delovne uspešnosti.
5. Ravoj kovčinga kot del stila vodenja in  kompetenco vodje.
6. Nadaljnje učenje in krepitev kulture učenja.

## Proces kovčinga v podjetju
Razvoj kulture učenja znotraj podjetja in zakoreninjenje dobre kovčing prakse, zahteva sledeče:
- Razvoj vodstva
- Socialna podpora
- Koordinacja
- Kolaborativno partnerstvo
- Učne skupine